# U–2 (második világháborús tengeralattjáró)
Az U–2-es német tengeralattjárót 1935. július 1-jén bocsátották vízre Kielben, és  1944. április 9-én vonták ki a szolgálatból, miután egy nappal korábban összeütközött egy halászhajóval.

## Története
Az U–2-es búvárhajó a második világháborúig iskolahajóként működött, a háború alatt is mindössze két járőrszolgálatott teljesített, ezután ismét kiképzőhajó volt.
1944. április 8-án Pillau közelében, a Balti-tengeren összeütközött a Helmi Söhle nevű német halászhajóval. A legénység 17 tagja meghalt. A roncsot másnap kiemelték, majd kivonták a szolgálatból. 1945. április 25-én az előrenyomuló szovjet csapatok elfoglalták Pillaut, és a hajót később valószínűleg feldarabolták, majd beolvasztották. Az U–2-es pályafutása során nem süllyesztett el egyetlen hajót sem.

## Kapitányok
| Név                             | Kezdőnap           | Zárónap              |
| ------------------------------- | ------------------ | -------------------- |
| Hermann Michahelles             | 1935. július 2.    | 1936. szeptember 30. |
| Heinrich Liebe                  | 1936. október 1.   | 1938. január 31.     |
| Herbert Schultze                | 1938. január 31.   | 1939. március 16.    |
| Helmut Rosenbaum                | 1939. március 17.  | 1940. július 6.      |
| Hans Heidtmann                  | 1940. július 7.    | 1940. augusztus 5.   |
| Georg von Wilamowitz-Möllendorf | 1940. augusztus 6. | 1941. október        |
| Karl Kölzer                     | 1941. október      | 1942. május 15.      |
| Werner Schwaff                  | 1942. május 16.    | 1942. november 19.   |
| Helmut Herglotz                 | 1942. november 20. | 1943. december 12.   |
| Wolfgang Schwarzkopf            | 1943. december 13. | 1944. április 8.     |

## Őrjáratok
| Indulás       | Indulónap         | Érkezés       | Zárónap           |
| ------------- | ----------------- | ------------- | ----------------- |
| Kiel          | 1940. március 15. | Wilhelmshaven | 1940. március 29. |
| Wilhelmshaven | 1940. április 4.  | Wilhelmshaven | 1940. április 16. |